# Ban Song Municipality Stadium
Das Ban Song Municipality Stadium ist ein Fußballstadion mit Leichtathletikanlage im thailändischen Landkreis Wiang Sa der Provinz Surat Thani. Die Anlage, welche ein Fassungsvermögen von 4000 Zuschauern hat, wird als Heimspielstätte des Fußballvereins Wiang Sa Surat Thani City FC genutzt. Der Eigentümer der Sportstätte ist die Gemeinde Ban Song.